# 桃の天然水
桃の天然水（もものてんねんすい）は、かつてサントリーフーズが製造し、サントリー食品インターナショナルが販売していた清涼飲料水である。発売当初の1996年（平成8年）から2015年（平成27年）9月にかけては、日本たばこ産業（JT）が発売していた。通称・桃天（ももてん）、桃水（ももすい）。

## 歴史
1996年（平成8年）、350ミリリットル缶で発売し、翌年には500ミリリットルのペットボトルでも発売したが、発売当初はほとんど売れなかった。
1998年（平成10年）に、当時若者から絶大な支持を得ていた歌手の華原朋美をCMに起用したことで爆発的にヒットし、CM中で華原が連呼する「ヒューヒュー」が当時流行語となった。この年、年間1600万ケースの売り上げを記録、食品界におけるもっともヒットした製品を表彰する「食品ヒット大賞」を日本食糧新聞社より授与された。この年間1600万ケースという記録は、JTの飲料商品における最高記録であり、2015年にJTが飲料事業から撤退するまで破られることはなかった。
しかし、カビの混入による回収騒ぎが発生しイメージが悪化したことや、2000年代に入り緑茶飲料を始めとする無糖飲料の市場が急成長したことも影響し、売上げは下降の一途をたどる。2001年（平成13年）に味・パッケージ共に変更してリニューアルを図ったものの、売上げ増加には繋がらなかったため、2002年（平成14年）以降は多くの天然水シリーズを出したり（シリーズ参照）、パッケージをピンクから青を基調としたものに変えたり、リリー・フランキーによる絵のパッケージを採用するなどして、味・パッケージ共に改良を行い売上げ増加を狙ったがあまり成果は上がらなかった。
2006年（平成18年）2月6日、発売から10周年を迎えたことを機に、発売当初の味やパッケージをほぼ忠実に再現した桃の天然水（復刻版）を発売した。
2011年（平成23年）から、シリーズ商品として桃の天然水SPARKLINGを発売。2012年（平成24年）、桃の天然水15周年を迎えたことから、パッケージ等をリニューアルし再び販売を再開している。500ミリリットルペットボトルの他、490ミリリットルの缶タイプ、1.5リットルのペットボトルも新たに登場した。2013年（平成25年）にモンドセレクション“金賞”、翌2014年（平成26年）ではモンドセレクション“最高金賞”を受賞している。
2015年（平成27年）2月4日、日本たばこ産業から飲料部門撤退の公式発表がなされ、同年7月31日にサントリー食品インターナショナルが日本たばこ産業から「Roots」と共にブランドを取得。日本たばこ産業からの販売は同年9月をもって終了した。
そして、2016年9月に、セブン&アイ・ホールディングス傘下の系列店限定製品として約1年ぶりに復活発売した（発売日はECサイト「オムニ7」、セブン-イレブン、イトーヨーカドー、ヨークベニマルなどの系列店舗で異なる）。復活発売に際し、サントリーが持つ中身技術が活用されており、使用する水をサントリー天然水に変更。内容量も550ミリリットルに増量されている。翌年には炭酸飲料となる「桃の天然水Sparkling」も復活発売された。
2021年に「サントリー天然水」ブランドの「豊潤もも&サントリー天然水」の発売に伴って「桃の天然水」が製造終了、唯一残っていた「桃の天然水Sparkling」も製造終了となったことで、ブランド終息となった。

## CMの歴史
1998年に華原朋美によるCMが大ヒットし、CMには本人の楽曲が使用された。翌1999年に華原朋美が休養騒動に追い込まれたため、代わって歌手の浜崎あゆみを起用。華原と同じく本人の楽曲を使用したタイアップ商法を継続し、このCMをきっかけに浜崎は広告起用数が急増し大ブレイクを果たす。2000年には、桃天3人娘と題し、若手アイドルらを起用したシリーズを制作。2001年にはモデルのデヴォン青木を起用。2002年以降は売上げの低迷により一旦CMは打ち切られるが、2006年に桃の天然水を発売当初の味やパッケージに戻したことに伴い、8年ぶりに華原をCMに再起用し、2006年と1998年当時のCMを織り交ぜたCMが話題となる。2013年にはモデルのローラを起用した。
※ ♪は本人出演CMソング
- 1998年 - 1999年、華原朋美
  1. ♪You just gonna sing a song（「storytelling」収録）
  2. ♪tumblin' dice
  3. ♪daily news
  4. ♪needs somebody's love（「nine cubes」収録）
- 1999年 浜崎あゆみ
  1. ♪TO BE
  2. ♪Trauma（「A」収録）
  3. ♪monochrome（「A」収録）
  4. ♪immature（「appears」収録）
- 2000年、村田洋子・大谷みつほ・吉井怜 → 神戸みゆき・大谷みつほ・吉井怜 → 神戸みゆき・大谷みつほ・三津谷葉子
- 2001年、デヴォン青木
  1. Les MAUVAIS GARÇONNES「愛の讃歌 -HYMNE A L'AMOUR-」
- 2006年 華原朋美
  1. ♪Keep On Running（「華/Keep On Running」収録）
  2. ♪運命の糸（「あのさよならにさよならを」収録）
- 2013年 ローラ（2014年には子役・畠山さわが加入）
  1. やくしまるえつこ「ももてん版ラムのラブソング」

2013年8月5日 - 9日には、多治見西高校の生徒が出演する東海3県限定のバージョンが中京テレビにて放送された。

## シリーズ
- 桃の天然水（1996年）[1]
- 苺の天然水（1998年[8]）
- りんごの天然水（1999年）
- 桃の天然水ソーダ（2000年）[1]
- レモンの天然水（2000年）
- 青りんごの天然水（2001年）
- マスカットの天然水（2001年）
- ライチの天然水（2001年）
- 桃の天然水ゼリー（2002年）[1]
- さくらんぼの天然水（2002年）
- 夏みかんの天然水（2002年）
- ぶどうの天然水ゼリー（2002年）
- 桃の紅茶（2002年）
- はちみつレモンの天然水（2002年）
- 赤りんごの天然水（2002年）
- ライムの天然水（2005年） - ファミリーマート限定販売
- 梅の天然水（2006年） - ファミリーマート限定販売
- マンゴーの天然水（2007年） - ファミリーマート限定発売
- 濃い桃の天然水（2007年） - 期間限定・コンビニ限定販売
- 桃の天然水SPARKLING（2011年）
- 桃の天然水あ・ら・ご・しSparkling（2014年）

復刻版
- 桃の天然水 復刻版（2006年）
- りんごの天然水 復刻版（2006年）

リニューアル
- 桃の天然水（2012年）
- 桃の天然水SPARKLING（2012年）
- 桃の天然水ライト（2013年）
- 桃の天然水クリア（2013年）

サントリーフーズ移管後
- 桃の天然水（2016年）
- 桃の天然水Sparkling（2017年）